# Fake news

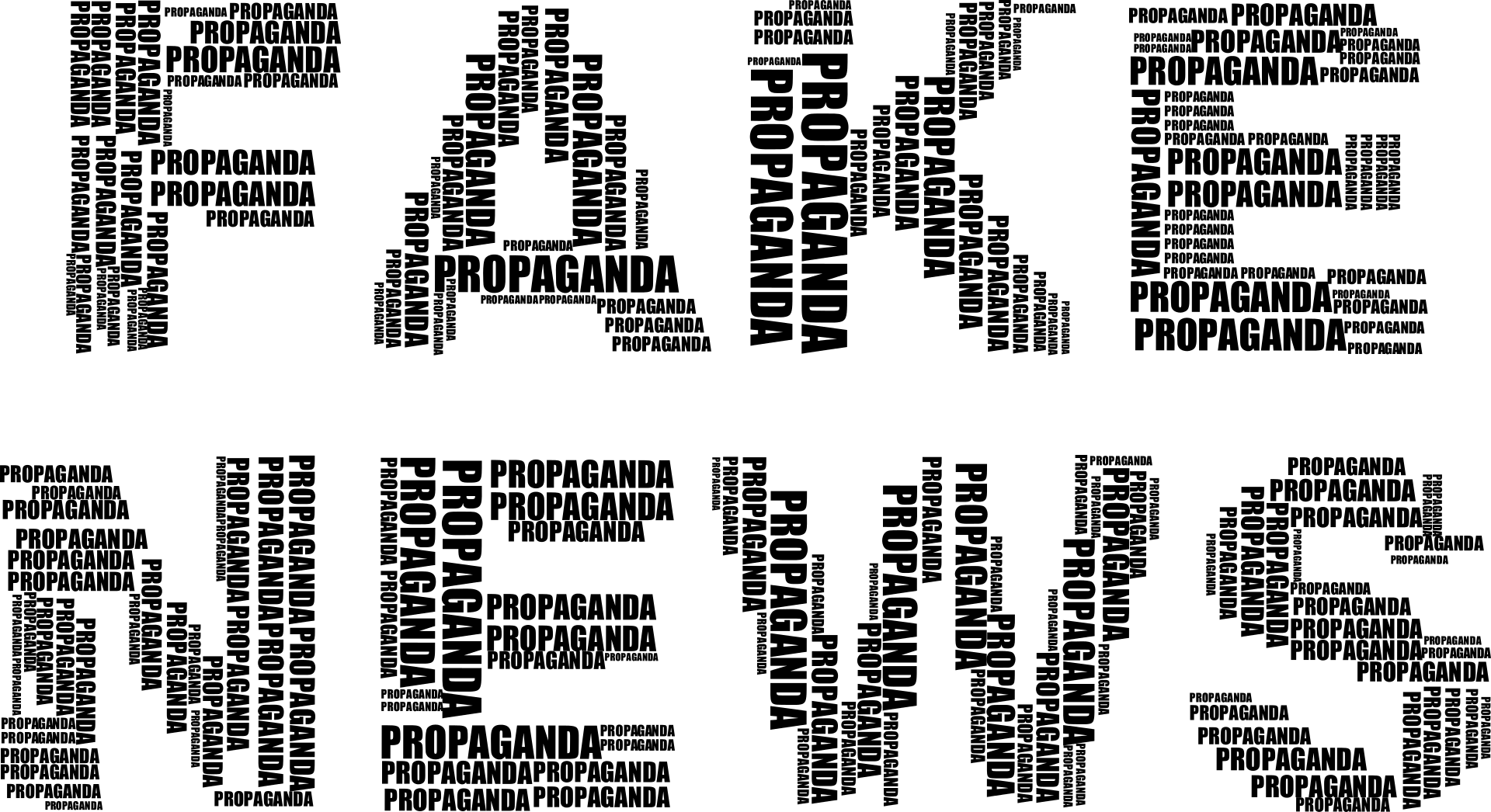
Rappresentazione grafica delle parole fake news in termini satirici

Le fake news - note in italiano come bufale, notizie false, notizie fasulle o pseudonotizie - sono delle informazioni false o fuorvianti che possono essere divulgate attraverso qualsiasi media allo scopo di produrre misinformazione o disinformazione.
Esempi di bufale possono essere articoli o pubblicazioni su reti sociali, redatti con informazioni inventate, ingannevoli o distorte, resi pubblici con il deliberato intento di disinformare, di creare scandalo attraverso i mezzi di informazione oppure di attirare clic su Internet.
Gli strumenti utili alla diffusione delle pseudonotizie possono essere molteplici. Nelle società dell'informazione sono principalmente veicolate dai mezzi di comunicazione di massa, ovvero le emittenti televisive e le testate giornalistiche, tuttavia, con l'avvento di Internet, è aumentata la loro condivisione per mezzo di media sociali e da parte di attori estranei all'infosfera, come gli influencer, i personaggi dello spettacolo e persino i politici .
Esistono più tipologie di bufale e diversi possono essere i motivi per i quali vengono fabbricate e diffuse, tra i quali figurano la guerra dell'informazione e la propaganda .

## Descrizione generale
Lo storico Marc Bloch specificò nel suo libro La guerra e le false notizie che «Una falsa notizia è solo apparentemente fortuita, o meglio, tutto ciò che vi è di fortuito è l'incidente iniziale che fa scattare l'immaginazione; ma questo procedimento ha luogo solo perché le immaginazioni sono già preparate e in silenzioso fermento».
L'espressione è stata utilizzata per indicare fenomeni molto diversi tra loro: errori di stampa, bufale, teorie complottiste, concetti satirici utilizzati impropriamente come fonti giornalistiche, la diffusione di notizie non verificate, la propaganda politica, le informazioni false lanciate da siti messi online per generare profitti dai clic. Recentemente il termine è stato oggetto di dibattito, ed è stato proposto l'abbandono del suo uso, soprattutto alla luce di dichiarazioni di importanti figure politiche che hanno impiegato il termine al fine di attaccare la stampa associata, giudicata come avversa e parziale nei confronti degli stessi.
Le fake news possono essere considerate oggi come un “virus” che si diffonde tra tutti coloro i quali vengono sottoposti alla disinformazione online e non solo. Infatti, spesso le soluzioni a tale problematica sono simili ai programmi “antivirus”, aventi l’obiettivo di identificare la fonte primaria della notizia falsa e bloccarla in tempo affinché quest’ultima non possa “infettare” ulteriori utenti. A tal proposito, all'interno del blog tecnologico “Venture Beat”, si è considerato di inserire un’intelligenza artificiale come “guardia dei media”, che abbia l’incarico di proteggere i vari utenti da contenuti ritenuti pericolosi e soprattutto falsi.

## Metodi e tecniche
Claire Wardle individua sette diversi modi di fare disinformazione per poter riconoscere una sorta di grammatica delle fake news:
1. Collegamento ingannevole: quando titoli, immagini o didascalie differiscono dal contenuto.
2. Contenuto ingannatore: quando il contenuto viene spacciato come proveniente da fonti realmente esistenti.
3. Contenuto falso al 100%: quando il contenuto è completamente falso, costruito per trarre in inganno.
4. Contenuto manipolato: quando l'informazione reale, o l'immagine, viene manipolata per trarre in inganno.
5. Manipolazione della satira: quando non c'è intenzione di procurare danno, ma il contenuto satirico viene utilizzato per trarre in inganno.
6. Contenuto fuorviante: quando si fa uso ingannevole dell'informazione per inquadrare un problema o una persona.
7. Contesto ingannevole: quando il contenuto reale è accompagnato da informazioni contestuali false.

Per spiegare perché vengono creati questi contenuti Claire Wardle ha elaborato uno schema che incrocia i sette modi di fare disinformazione con otto possibili motivazioni, che possono spiegare perché tali contenuti vengono prodotti: propaganda, profitto, influenza politica e interesse particolare. A queste, Wardle ne aggiunge altre quattro: faziosità, cattivo giornalismo, parodia, provocare o prendere in giro.
Esistono più elementi a favorire la diffusione dei contenuti. Quattro sarebbero i canali principali:
1. Una parte è condivisa involontariamente sui social networks da persone che, senza una verifica approfondita, rilanciano o ritwittano informazioni inaccurate o false.
2. I contenuti amplificati dai giornalisti, che devono diffondere informazioni emerse dal web e dai social in tempo reale.
3. Gruppi vagamente collegati tra di loro che tentano di influenzare l’opinione pubblica.
4. Altri elementi che sono prodotti da campagne sofisticate di disinformazione attraverso reti di Bot e fabbriche di troll.

## Possibili utilizzi
Le notizie false sono scritte e pubblicate per catturare l'attenzione del lettore al fine di attirare finanziariamente o politicamente (spesso con titoli sensazionalistici, esagerati o palesemente falsi) la sua attenzione, con varie finalità.
Un fenomeno comune è quello relativo alle recensioni false in siti di recensione di servizi che esaltino o sviliscano le sorti di prodotti e attività reclamizzate.

## La verificabilità
Nella società contemporanea la diffusione di bufale è molto frequente e comune: come affermano gli autori di Rumor Mills: The Social Impact of Rumor and Legend: «Le voci infondate nascono e si diffondono quando la gente si sente insicura e ansiosa rispetto a qualcosa che la riguarda personalmente e quando la voce appare credibile in base alla sensibilità di quanti sono implicati nella sua diffusione». Un ulteriore contributo lo si ha da un articolo su Psychology Today, il quale afferma che «La paura alimenta voci infondate. Più l'ansia diventa collettiva, più aumenta la probabilità di voci incontrollate».
In conseguenza il lavoro di verifica diventa ancora più complesso nelle situazioni in cui è cruciale fornire informazioni accurate. Seconda una ricerca condotta sulla rivista statunitense Science nel 2018 le notizie false trovano ampia diffusione e consenso sui social network come Twitter, e soprattutto in determinati settori come quello della politica.

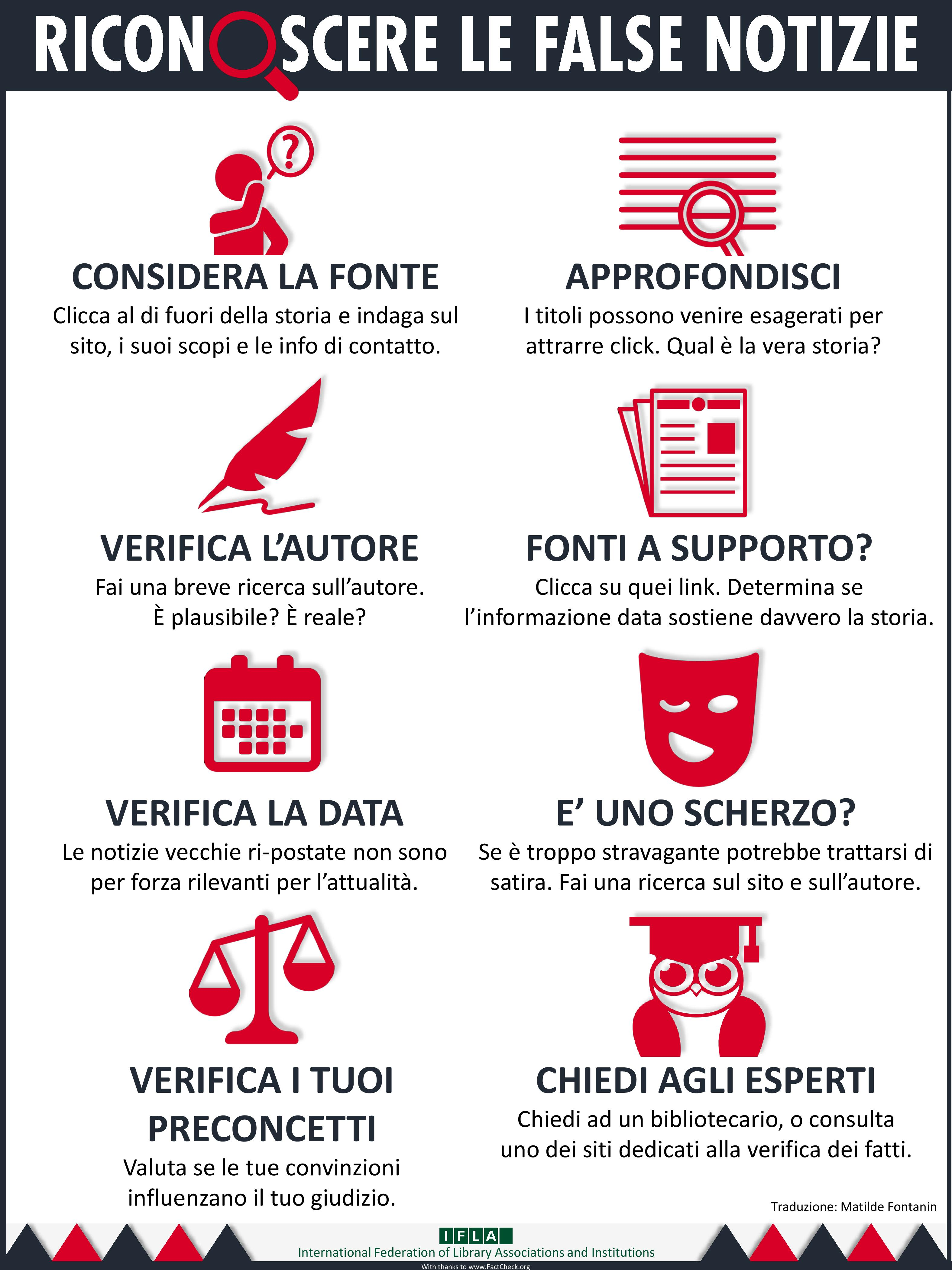
Manifesto per riconoscere le fake news.

Il tema è stato trattato dal giornalista James Ball nel suo libro Post-Truth: How Bullshit Conquered the World. Nel suo libro, Ball offre due dei principali casi influenzati dalla diffusione delle fake news: l'elezione di Donald Trump come presidente degli Stati Uniti d'America e l'uscita del Regno Unito dall'Unione europea. Il giornalista cita anche i fattori principali che contribuiscono alla diffusione delle cosiddette stupidaggini: psicologia, bias cognitivi, strutture di profitto e di incentivi e la cultura circostante.
La migliore strategia di contrasto sarebbe quella di intervenire quando ancora la notizia è ad una fase embrionale, secondo questa metodologia: scrivendo il titolo della notizia in modo tale da indicare chiaramente che si tratta di una balla, non usando argomenti di tendenza che deviano l'attenzione dai reali problemi che necessitano di essere risolti e insegnando il linguaggio dei media. Nonostante il lavoro di Ball aiuti a riconoscere una falsa notizia da una autentica e proponga dei metodi per stroncarle sul nascere, il suo lavoro analizza soltanto una piccola parte di un puzzle molto più grande. Aggiustare il rapporto con i media è solo una fase iniziale di questo processo.
La giornalista Margareth Sullivan in un articolo sul The Washington Post ha fornito alcuni consigli per poterle riconoscere:
- Consultare e confrontare più fonti di informazione.
- Non condividere senza verificare.
- Se si diffonde un contenuto falso, cercare di correggere le affermazioni velocemente.
- Cercare di avere un atteggiamento scettico verso l’informazione.
- Usare il pensiero critico.

### Notizie e immagini
Spesso le notizie contengono immagini, e in diversi casi queste stesse possono essere ambigue nel contesto di cui si parla. Questo può rappresentare un’eventuale minaccia nei confronti della corretta informazione che può risultare falsa o non attendibile, è per questo che è consigliato seguire dei semplici passaggi per verificarne l’attendibilità o veridicità. Il primo evento di fake news relativo ad immagini fotografiche avvenne nel luglio 2005 dopo gli attentati di Londra quando la redazione della BBC News ricevette un gran quantitativo di immagini relative all'accaduto; una di queste immagini risultò ambigua e di conseguenza si procedette ad un processo di esaminazione che portò alla verifica della fonte. Da questo episodio la verifica delle immagini diventò una prassi standard nell'intero settore dell'informazione. Con il passare del tempo si attraversò un'importante evoluzione nel campo della tecnologia in particolar modo nella comunicazione attraverso i social. In questo contesto essendo la diffusione di immagini legata a news molto più semplice e diretta vi è il pericolo di incorrere in foto che introducano fake news, perciò sono stati elaborati quattro punti cardine per poter risalire alla fonte di un'immagine:
- Stabilire l'autore o la fonte originaria, cercare di contattare il fruitore del contenuto in maniera diretta, attraverso i social, per risalire all'identità della fonte cercando di capire se è il vero autore oppure solo un intermediario. Se non è possibile risalire all'originale autore dell'immagine, è possibile effettuare ricerche attraverso dei siti online come Google Reverse Images Search[35] o TinEye[36], in modo da recuperare i link legati all'immagine confrontando i vari link, è così possibile notare diverse immagini con diverse risoluzioni, solitamente, quella con la migliore è l'originale.[37]
- Ricavare luogo, data e orario provenienti dal creatore dell’immagine. Successivamente per avere un quadro completo bisognerebbe acquisire il metodo del giornalismo anglosassone, ovvero rispondere alle cinque domande: Chi sono? Dove sono? Quando ci sono arrivati? Cosa possono vedere? Perché si trovano lì? e trovare risposte attendibili. Si comincia analizzando le risposte, se queste risultano vaghe, allora bisogna attenzionare la fonte, nel caso in cui la fonte si trovi sul posto bisognerà chiedere di mandare altre foto dell’accaduto scattate nello stesso momento e di raccontare la scena a cui ha assistito.
- Un altro importante passo è controllare i metadati chiamati EXIF, per trovare questi dati si possono utilizzare due software: fotoforensics.com o fidexif.com, consigliati per chi ha una buona conoscenza della fotografia. Attraverso questa verifica è possibile riconoscere se l’immagine corrisponde all'originale ed in tal caso è possibile reperire diversi dettagli sulla marca della fotocamera, l’orario in cui è stata scattata la foto e la sua dimensione. Bisogna però stare attenti alla maggior parte delle piattaforme social quali Facebook, Twitter ed Instagram poiché cancellano i metadati una volta caricata l'immagine.
- Accertarsi che l'immagine presa in causa rappresenti un determinato momento. Molto spesso le immagini autentiche possono trovarsi in contesti sbagliati e può capitare che una foto scattata tempo prima venga inserita in un contesto successivo simile al precedente ma con una data diversa. Per questo bisogna verificarla tracciandone la località, le condizioni atmosferiche ed eventuali segnali che possono darci l'impressione che non sia un'immagine di quel determinato contesto.[38]

### Video e materiale multimediale
L'era del digitale e soprattutto l'introduzione degli smartphone nella società, capaci di registrare e pubblicare video in pochi secondi, hanno permesso alle persone di farsi portavoce di notizie in tempo reale. Ciò da una parte ha causato un esponenziale aumento delle notizie pubblicate dai cittadini ma dall'altro ha concesso a chiunque di pubblicare qualsiasi tipo di notizia (anche falsa o poco attendibile) in qualsiasi momento. Per questo oggi è molto importante verificare questo tipo di fonti per riuscire a distinguere una vera notizia da una fake news.
- Il primo passo da fare dunque, è verificare la provenienza dei video, cioè da quale social, blog, sito web provenga, e verificarne l'affidabilità.
- Successivamente, è necessario verificare la fonte del video, cioè scoprire chi l'ha pubblicato cercando di comparare i vari account della persona ignota, al fine di arrivare ad un individuo reale che possiamo contattare fisicamente. Dobbiamo quindi "verificare la fonte".
- Infine bisogna verificare il contenuto del video, spesso infatti i contenuti dei video non sono veritieri o non lo sono del tutto, rappresentando il falso o "non totalmente il vero". Per fare ciò è necessario risalire al primo video pubblicato che rappresenta la notizia, datarlo (stabilire quando è stato pubblicato), localizzare il luogo dov'è stato registrato tramite servizi online, come Google Earth, Wikimapia, Google Maps, e infine compararlo ad altri possibili video (se presenti) che riprendono la stessa scena da punti di vista differenti in grado di darci un quadro più completo della situazione.

Alla fine della nostra indagine, unendo tutti i dati raccolti, dovremmo riuscire a farci un'idea più o meno affidabile della veridicità del video.

### L'utilizzo di Internet
Le tecnologia, ed in particolare l'avvento dei social media, secondo il giornalismo ha radicalmente cambiato il modo di acquisire le informazioni. Nell'era digitale, la gente viene continuamente esposta ad un'enorme mole di notizie e spesso si trova a decidere in fretta se queste siano credibili o meno. La necessità della verifica, in questo panorama, appare di notevole importanza. Il compito di ogni destinatario dell'informazione dovrebbe, per questo, essere quello di migliorare la propria abilità critica per distinguere le fonti affidabili da quelle che possono, più o meno intenzionalmente, diffondere false informazioni, effettuando controlli incrociati tra ciò che si legge e/o si sente e fonti riconosciute come attendibili.

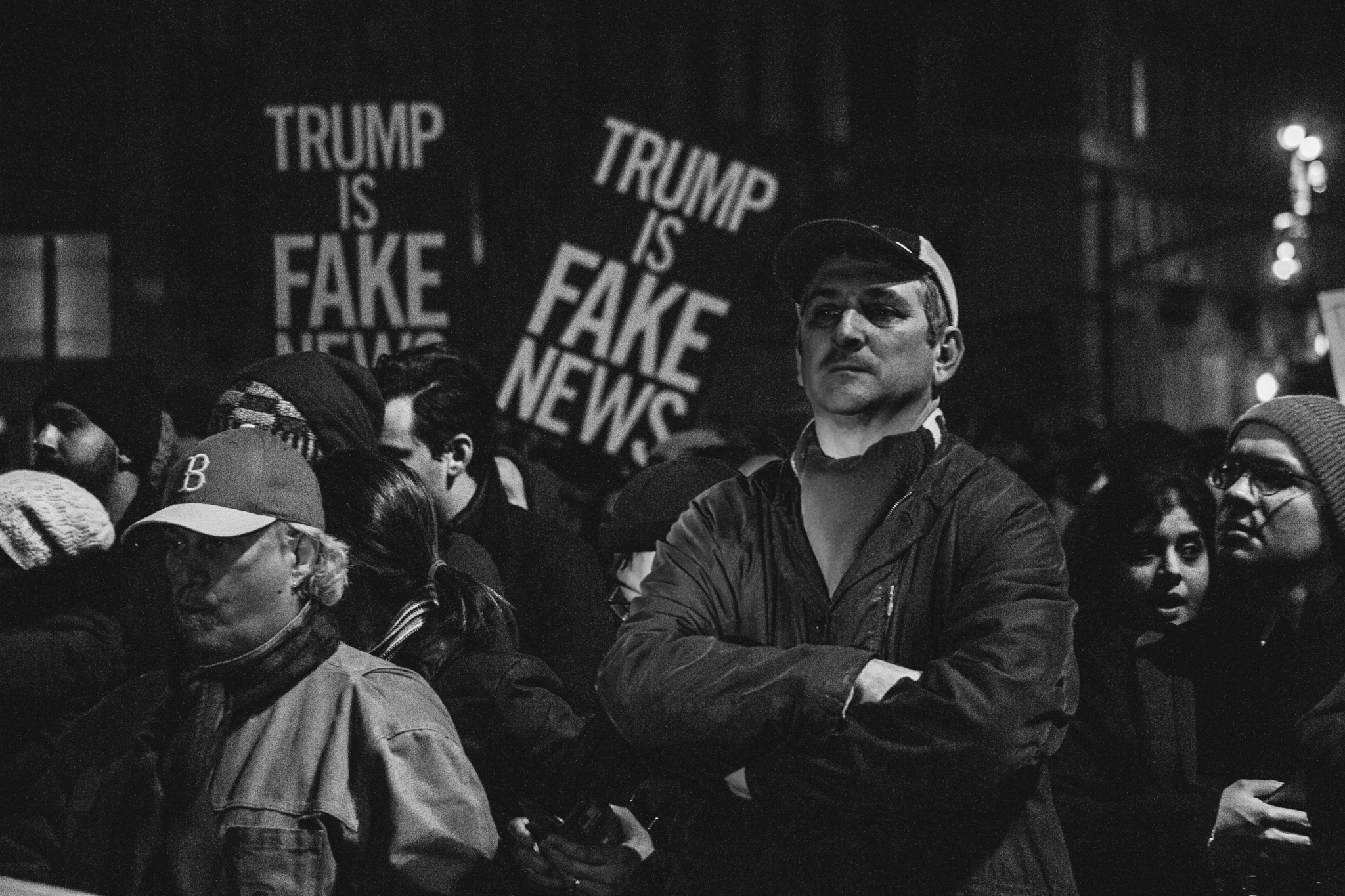
Proteste contro le fake news

A causa della smisurata quantità di problematiche sollevate dal fenomeno delle fake news sedicenti esperti e rappresentanti delle istituzioni si mobilitano e portano avanti importanti ricerche per contrastare la diffusione della disinformazione. Una delle iniziative nate con questo scopo è First Draft, un progetto del centro Shorenstein della Harvard Kennedy School per il monitoraggio della disinformazione negli Stati Uniti, un sito di debunking atto a verificare che determinati contenuti provenienti dal web siano effettivamente attendibili e che possano essere divulgati e circolare in rete.
Anche Facebook si pronuncia in merito alla questione fake news tramite Campbell Brown, responsabile News partnership del social network, il quale afferma che non vi sia alcun guadagno da parte della piattaforma online.A sostegno di ciò, Facebook in collaborazione con First Draft, espose per tre giorni in cima alle newsfeed di ciascun profilo un decalogo per riconoscere le Fake news.
Per riconoscere e smascherare una fake news vengono suggerite delle strategie che è possibile attuare:
- Effettuare un controllo incrociato: ricercare altre fonti attendibili. Se ci troviamo davanti a notizie clamorose ma che ci sembrano poco credibili, prima di tutto è possibile ricercare se una traccia della stessa notizia è riportata anche da fonti di notizie accreditate (per esempio i siti dei giornali "ufficiali).[42]
- Verificare la fonte (o l'autore): una delle domande fondamentali da porsi quando ci si trova davanti ad una notizia è da dove provenga. Non tutte le fonti sono attendibili allo stesso modo poiché vi sono anche fake account, per questo dovremmo sempre cercare di risalire alla fonte originale o al nome dell'autore della notizia che ci troviamo davanti. Una notizia letta sul sito web di un giornale ufficiale, si distingue da una notizia trovata su un blog o su un social. A questo proposito, social network come Facebook, Twitter e Google, prevedono di adoperare strumenti che permetteranno di combattere le fake news: il tool di Facebook, nello specifico, rimanderà alla fonte dell'articolo in modo che l'utente possa da subito valutare di quale tipologia di sito internet si tratta. Oltre a rintracciare la fonte, permetterà agli utenti di effettuare un report e dare una valutazione dei post presenti sulla propria "sezione notizie"; dopo la segnalazione, il post sarà valutato da un "verificatore di contenuti indipendente" (third-party fact-checkers) e, una volta "bollata" come fake news, recherà un avviso per tutti i futuri utenti che, qualora volessero condividere il post, verrebbero messi al corrente che la notizia è considerata non attendibile. Infine, lo stesso Facebook fornisce una lista di siti internet noti in quanto divulgatori di false notizie che vengono automaticamente segnalati.[43]
- Controllare le immagini contenute all'interno dell'articolo: foto o immagini correlate alle notizie fake sono a loro volta false, ritoccate oppure, in alcuni casi, immagini reali utilizzate fuori dal loro contesto di appartenenza. Per effettuare una verifica, è possibile ricercare la stessa immagine tramite Google Images e confrontare i risultati con l'immagine contenuta nell'articolo.[44]

### Il CRAAP Test
Un altro modo per distinguere le notizie serie e importanti dalle fake news è il cosiddetto test CRAAP. Questo metodo è stato sviluppato da Sarah Blakeslee e dal suo team della Università statale della California. CRAAP sta per Currency, Relevance, Authority, Accuracy e Purpose. Queste 5 parole chiave offrono un orientamento alle domande da porsi per poter separare le notizie corrette da quelle false.

## Gli interventi legislativi di tutela
Alcuni Stati del mondo (Bielorussia, Brasile, Cambogia, Egitto, Croazia, Indonesia, Tanzania, Uganda, Kenya, Russia, Italia) hanno varato leggi di regolamentazione e monitoraggio del web, anche a fini di contrasto alle fake news, che inintenzionalmente potrebbero restringere e limitare la partecipazione sociale e politica dei cittadini sulla Rete.

### Italia
I giornalisti devono essere iscritti all'Ordine dei giornalisti e rispettarne gli obblighi disciplinari e di formazione, per garantire "una corretta e veritiera informazione, concepita come diritto dei singoli e della collettività".
L'art. 656 c.p. stabilisce che: "Chiunque pubblica o diffonde notizie false, esagerate o tendenziose, per le quali possa essere turbato l'ordine pubblico, è punito, se il fatto non costituisce un più grave reato [265, 269, 501, 658], con l'arresto fino a tre mesi o con l'ammenda fino a euro 309".
Dal 2018 è possibile inoltre segnalare le fake news direttamente sul sito della Polizia postale.
Il fenomeno è monitorato dal Sistema di informazione per la sicurezza della Repubblica.

### Regno Unito
La stampa del Regno Unito è sottoposta all'autorità dell'Independent Press Standards Organisation, costituito l'8 settembre 2014 con la contestuale abrogazione della Press Complaints Commission, principale associazione privata di autoregolamentazione della carta stampata a partire dal 1990.
È presieduto da un giudice onorario di un tribunale di seconda istanza, ed è formato da 5 rappresentanti dell'industria della carta stampata, e da altri 7 membri indipendenti privi di conflitti di interesse in relazione ai soggetti controllati. Tuttavia, non sono vietati in linea di principio rapporti con altri settori economici di attività afferenti agli stessi azionisti di controllo della carta stampata. Ritenuto un organismo indipendente, ha poteri assimilabili a quelli diritto pubblico di un giudice, sebbene si possano applicare solamente alle testate che aderiscono all'IPSO, e sebbene l'adesione sia su base esclusivamente volontaria.

### Stati Uniti d'America
Dalle elezioni presidenziali americane del 2016 in cui sono emersi tentativi massivi di influenzare il voto tramite fake news sui social, varie amministrazioni si sono poste il problema di studiare delle misure legislative in grado di contenere e contrastare questo fenomeno.
È risultato estremamente difficile risalire agli autori ed ancora meno ai mandanti soprattutto quando si muovono dagli ambienti dei servizi segreti statali; per ciò ancora più problematica risulta l'applicazione di sanzioni.

### Unione europea
Del 2022 il progetto di un primo "codice di condotta sulla disinformazione" (o codice anti fake news) a livello comunitario, in integrazione al Digital Services Act. Già nel 2018 la Commissione europea aveva fornito delle linee guida non vincolanti. Il terzo pilastro del Piano d'azione contro la disinformazione pubblicato il 5 dicembre 2018 è stato alla base della creazione dell'Osservatorio europeo dei media digitali, meglio conosciuto con il suo acronimo di EDMO.

## Esempi storici

### Nell'antica Grecia
Nel primo libro della sua "Guerra del Peloponneso", Tucidide riporta una lettera in cui Pausania manifestava l'intenzione di tradire i Greci per asservirsi a Serse. La lettera era falsa ma Pausania fu murato vivo. Anche Temistocle fu vittima degli stessi accusatori e delle stesse notizie false che portarono alla condanna di Pausania, ma riuscì a fuggire prima che potesse essere catturato.

### Nell'antica Roma
Nel I secolo a.C., Augusto lanciò una massiccia campagna di disinformazione contro il rivale Marco Antonio, accusandolo di essere un alcolizzato, un donnaiolo e di essere un burattino di Cleopatra, al fine di screditarlo. Diffuse inoltre un testamento di Marco Antonio, in cui lo stesso avrebbe dichiarato di voler essere sepolto ad Alessandria d'Egitto, considerato già dagli antichi romani molto probabilmente un falso costruito ad hoc.
Anche le comunità cristiane delle origini furono perseguitate a causa di notizie calunniose nei loro confronti, secondo cui avrebbero eseguito "pratiche disgustose" come l'incesto, l'infanticidio e il cannibalismo. Queste aiutarono Nerone ad attribuire loro la colpa del Grande incendio di Roma del 64 d.C., per sviare i sospetti su di lui.

### Sull'accusa del sangue
In Europa, durante il Medioevo, si sono verificati diversi episodi di violenza che hanno avuto origine dalle cosiddette accuse del sangue, delle teorie del complotto di stampo giudeofobico. Uno dei più famigerati e controversi casi di accusa del sangue accadde nel 1475, a Trento, coinvolgendo alcuni ebrei in un'indagine sull'omicidio di un bambino del posto di nome Simone. Gli ebrei alla sbarra furono giudicati responsabili dell'assassinio dell'infante, ritenuto il culmine di un sacrificio rituale, e alcuni di essi furono perciò giustiziati.

### Città inventate
Dopo la scoperta dell'America da parte degli Europei, si diffusero nel vecchio continente storie di luoghi di immensa ricchezza, come El Dorado, il Paese di Cuccagna, la Città dei Cesari, molto spesso frutto di nuove (come nel caso di El Dorado) o vecchie leggende (come per il Paese della Cuccagna), probabilmente diffuse inizialmente con lo scopo di spingere più persone a imbarcarsi o per giustificare le azioni talvolta cruente dei colonizzatori.

### Pamphletfrancesi del XVII secolo
Intorno al XVII secolo, in Francia era diffusa la distribuzione di opuscoli stampati su piccoli fogli per diffondere maldicenze sugli avversari politici.

### La finta morte di Napoleone e le conseguenze sulla borsa di Londra

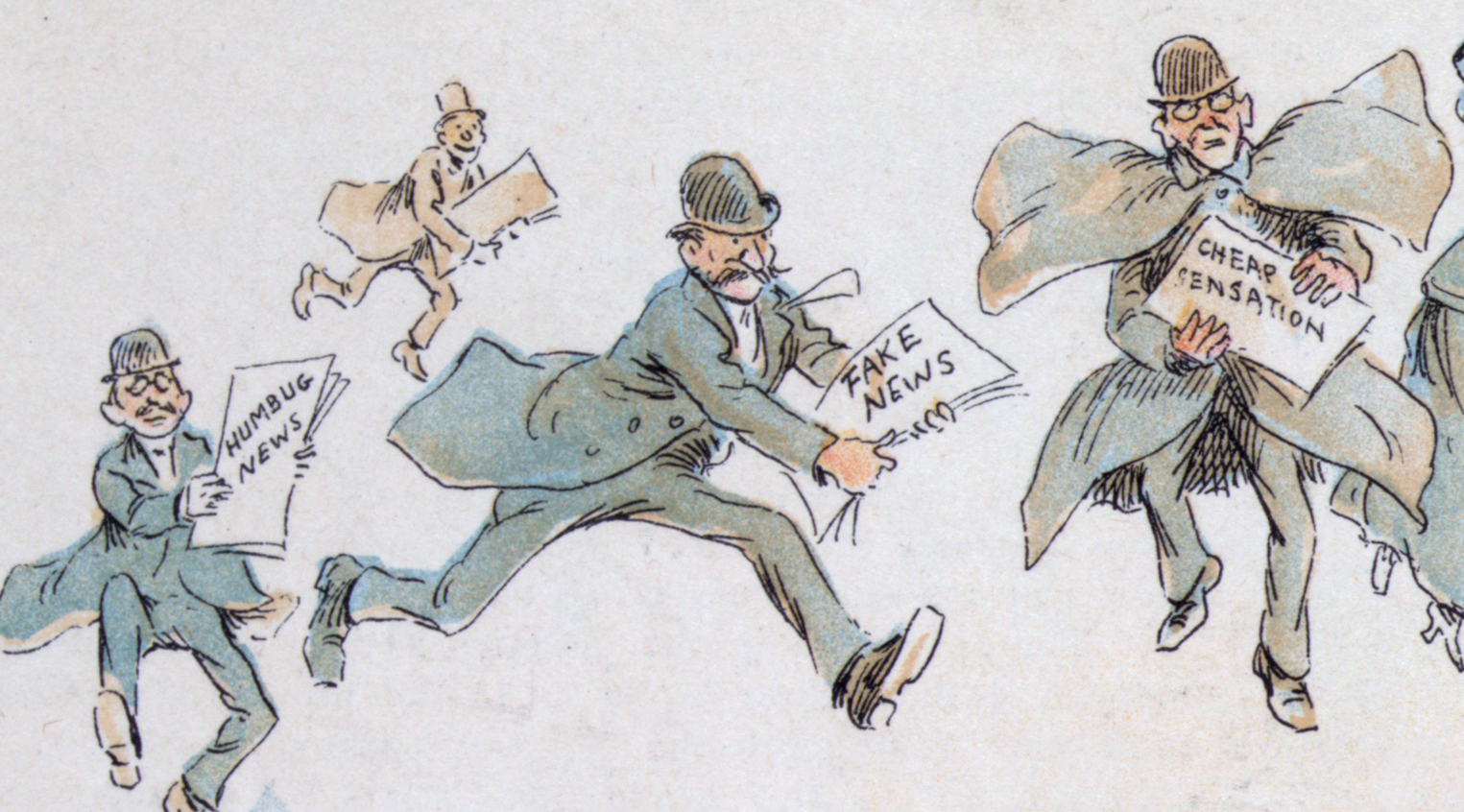
Vignetta satirica di fine 800 sulle fake news

Uno degli esempi più famosi di fake news risale al 1814, in pieno periodo napoleonico, quando un uomo vestito da ufficiale si presentò in una locanda a Dover e dichiarò la sconfitta e la conseguente morte del personaggio più importante di quegli anni: Napoleone. La notizia arrivò velocemente a Londra, sebbene essa fosse priva di certezze. All'apertura della Borsa molti azionisti si precipitarono a investire convinti del fatto che Napoleone fosse ormai defunto, lasciando così il trono ai Borbone. Molto presto, però, si scoprì che era stato tutto frutto di una menzogna, elaborata, presumibilmente per ragioni politiche, da Charles Random de Berenger. Nel frattempo sei persone avevano già venduto i propri titoli governativi per più di un milione di sterline, e i ritenuti colpevoli furono condannati. Sebbene si tratti di una fonte storica di molti anni fa, è possibile capire come una semplice notizia falsa, diffusa tramite una lettera, abbia causato una confusione tale da mandare in arresto la borsa valori inglese più importante.

### La "Grande truffa della Luna" del New York Sun
Nel 1835, sul Sun di New York fu pubblicata una serie di articoli di un astronomo inesistente, col nome di Andrew Grant, che si professava amico di John Herschel. Secondo quanto scriveva, Herschel avrebbe scoperto l'esistenza di vegetazione, fiumi e finanche di diverse specie animali sulla Luna. Detti articoli di fantasia attirarono con successo nuovi abbonati e solo il mese successivo la redazione ammise l'inganno.

### Durante la Guerra ispano-americana
Negli Stati Uniti d'America si accentuarono i casi di stampa scandalistica (yellow journalism) anti-ispanica e alcuni giornalisti, su importanti quotidiani nazionali, pubblicarono la notizia secondo cui l'esplosione della corazzata USS Maine nel porto dell'Avana fosse stata causata da un attacco spagnolo, mentre sapevano essere stata un'esplosione interna la vera causa.

### Per occultare il delitto Matteotti
Secondo Ugo Magri, quasi in contemporanea agli arresti di Amerigo Dùmini e della sua banda di criminali iniziarono i depistaggi dall’alto sotto forma di “fake news”: «si insinuò la più classica delle menzogne, che Matteotti avesse una relazione extraconiugale, che fosse uscito con la scusa di acquistare le sigarette». Oltre ad adombrare "scappatelle extraconiugali", il fascismo cercò di avallare l'ipotesi di una sua fuga "all’estero nel momento della battaglia parlamentare più intensa" e finì per puntare – in fasi diverse – su due principali depistaggi: quello della presunta partecipazione di Matteotti al delitto di un fascista all'estero e poi quello della "camarilla affaristica che uccide il suo rivale perché intenzionato a disvelarne interessi privatissimi".

### Il caso della "guerra dei mondi"

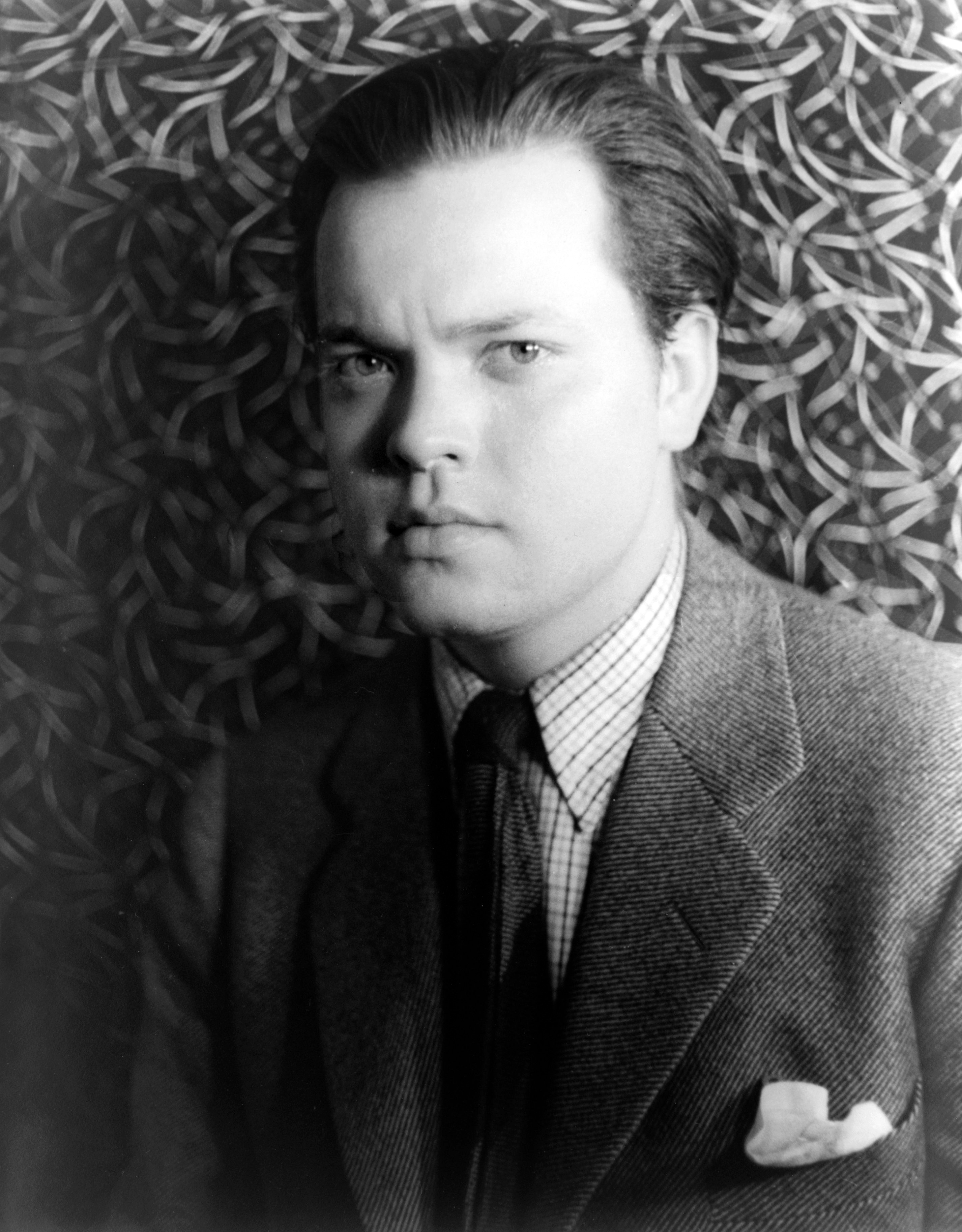
Orson Welles nel 1937, foto di Carl Van Vechten

Un altro esempio storico di fake news è stato il caso della trasmissione radiofonica La guerra dei mondi di Orson Welles del 1938. La trasmissione, messa in onda dalla CBS all'interno del programma radiofonico Mercury Theatre on the Air dello stesso Welles, fu uno degli esempi ancora oggi usati per descrivere il fenomeno della psicologia del panico.
La trasmissione, mandata in onda in modo da sembrare una serie di comunicati da parte di autorità statunitensi (tra i quali scienziati, professori, e ufficiali), non aveva lo scopo di diffondere una fake news, tanto che, sia all'inizio che alla fine della trasmissione, fu messo in chiaro che si trattasse di un adattamento del romanzo di fantascienza di H. G. Wells, La guerra dei mondi:
(Orson Welles, trascrizione del programma radiofonico War of the Worlds.)
Nonostante la dichiarazione dello stesso Welles, molti radioascoltatori credettero che si trattasse di una notizia vera, principalmente coloro che si sintonizzarono a programma già iniziato. Mancava inoltre la cosiddetta abilità critica, o meglio quell'abilità di verificare la veridicità della notizia. Tuttavia, è bene sottolineare che l’intento principale della trasmissione radiofonica fu quello di intrattenere il pubblico la vigilia della notte di Halloween. Il contenuto fu in seguito inteso come una burla a causa dell’esagerazione fornita dai giornali. Infatti, la stampa volle rendere pubblica l’irresponsabilità della radio, considerando quest’ultima priva di una guida. A conferma di ciò, Lyman Bryson dichiarò che «la radio è uno dei più pericolosi elementi della cultura moderna». La situazione illustrata fu dunque uno dei tanti pretesti per mettere in luce le controversie già esistenti tra la radio e la stampa: il caso della Guerra dei Mondi è utile per sottolineare il fatto che i mezzi di comunicazione possano essere strumentalizzati per diffondere notizie false.

### Propaganda nazista
Nel XX secolo, anche la propaganda nella Germania nazista fece largo ricorso alle notizie false.

### Le violenze a Il Cairo nel 2013
Durante il colpo di Stato in Egitto del 2013 nell'agosto di quell'anno venne pubblicato un video su YouTube che avrebbe dovuto mostrare dei manifestanti che buttavano giù da un ponte un'automobile della polizia. Il video fu oggetto di analisi da parte di importanti organizzazioni come Amnesty International in quanto poteva contenere importanti informazioni su possibili violazioni dei diritti umani. La prima cosa che saltò agli occhi degli studiosi e dei giornalisti che analizzarono il video, come Christoph Koettl, fu il fatto che durante la riproduzione non si vedeva in nessun momento manifestanti spingere la suddetta auto giù dal ponte.
In seguito, grazie ad ulteriori ricerche, i giornalisti scoprirono un altro video, che riprendeva la scena da un punto di vista diverso e più ampio, ovvero un grattacielo che si trovava vicino all'area dell'incidente, Questo video mostrava che l'auto era realmente precipitata dal ponte, ma non a causa dei manifestanti bensì per lo scontro con un altro veicolo. Dunque, i giornalisti capirono che i fatti ripresi nel video erano realmente accaduti, ma erano stati appositamente manipolati per dar vita ad una fake news.

## Nella cultura di massa
Le fake news sono state fonte d'ispirazione per diversi libri, pellicole cinematografiche e serie televisive, oltre che oggetto di dibattito nel mondo televisivo. Alcuni esempi significativi sono:
- Heinrich von Kleist, autore di racconti e saggi filosofici, nel 1809 scrisse Lehrbuch der französischen Journalistik (Manuale del giornalismo francese), satira in reazione alla propaganda di guerra di Napoleone. In esso viene esposto chiaramente il processo attraverso il quale le fake news vengono diffuse e prodotte dai media[93].
- Sesso & potere (Wag The Dog), film satirico del 1997 diretto da Barry Levinson, racconta di una messinscena atta a distogliere l'opinione pubblica da uno scandalo sessuale che coinvolgeva il Presidente degli Stati Uniti, per permetterne la sua riconferma alle elezioni[94].
- The Thick of It, serie televisiva britannica andata in onda dal 2005 al 2012 sulle reti BBC, narra le vicende di un fittizio primo ministro britannico e della sua squadra di spin doctor di partito[95].